# Accordi @ disaccordi - Festival internazionale del cortometraggio
Accordi @ disaccordi - Festival internazionale del cortometraggio è un festival cinematografico che si svolge a Napoli.

## Storia
Il festival è stato ideato da Pietro Pizzimento e dall'associazione culturale "Movies Events" e si tiene tutti gli anni a Napoli, presso il Parco del Poggio, da luglio a settembre.
Il festival è stato dichiarato "Arena d'essai" dalla Direzione Generale per il Cinema del Ministero per i Beni e le Attività Culturali.
È sponsorizzato dal Dipartimento destinato al Turismo e ai Grandi Eventi del Comune di Napoli e fa parte delle iniziative di "Estate a Napoli".
La mostra è uno dei festival indipendenti fatti più usualmente; ha in programmazione i film del periodo appena concluso, unita alla compilazione di opere significative di autori contemporanei o di opere che non hanno avuto un'adeguata distribuzione di autori sia nazionali che internazionali.